# يوهان باسف دوكتيل
يوهان باسف دوكتيل (بالفرنسية: Johan Passave-Ducteil)‏ مواليد 13 يوليو 1985 في نوازي لو غران، فرنسا، هو لاعب كرة سلة فرنسي. بدأ مسيرته الاحترافية في سنة 2003. يلعب مع جاي دي أيه ديجون في الدوري الفرنسي لكرة السلة الدرجة الأولى كلاعب وسط. يحمل الرقم 13.

## المسيرة الاحترافية
لعب مع سانت إتيان من سنة 2003 إلى 2008، ثم لعب مع ليموج سي إس بي في الدوري الفرنسي من سنة 2008 إلى 2010، ثم لعب مع جاي إس إف نانتير من سنة 2010 إلى 2015، ثم لعب مع جاي دي أيه ديجون في الدوري الفرنسي في سنة 2016.

## الإنجازات
- الدوري الفرنسي لكرة السلة الدرجة الأولى (1): 2013
- الدوري الفرنسي لكرة السلة الدرجة الثانية (1): 2011